# جاستن نوريس
جاستن نوريس (بالإنجليزية: Justin Norris) هو سباح أسترالي، ولد في 3 يونيو 1980 في نيوكاسل في أستراليا.

## روابط خارجية
- جاستن نوريس على موقع الاتحاد الدولي للسباحة (الإنجليزية)
- جاستن نوريس على موقع أوليمبيديا (الإنجليزية)
- جاستن نوريس على موقع اللجنة الأولمبية الأسترالية (الإنجليزية)
- جاستن نوريس على موقع اتحاد ألعاب الكومنولث (مؤرشف) (الإنجليزية)